# Begonia subvillosa
Begonia subvillosa là một loài thực vật có hoa trong họ Thu hải đường. Loài này được Klotzsch mô tả khoa học đầu tiên năm 1855.

## Hình ảnh

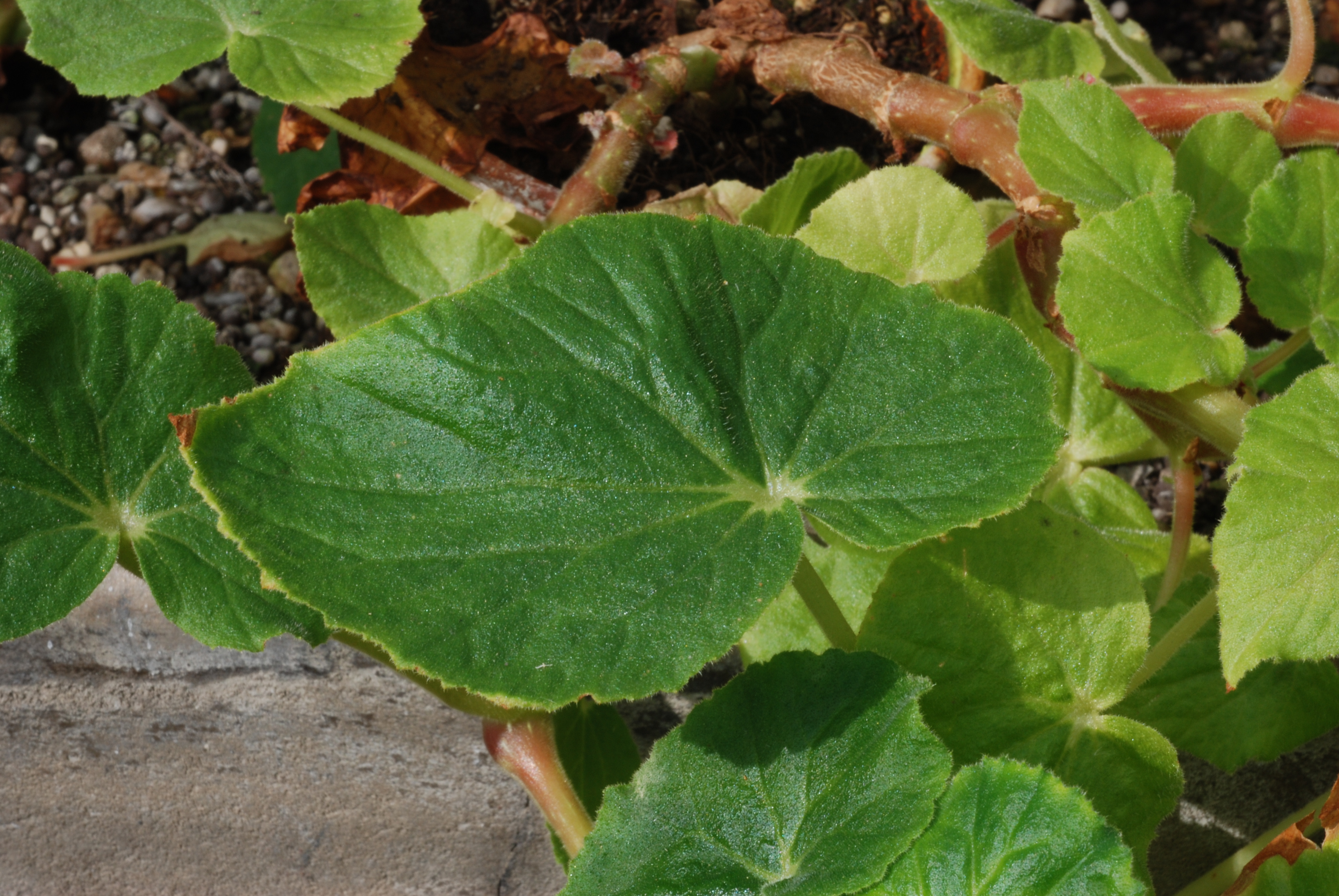
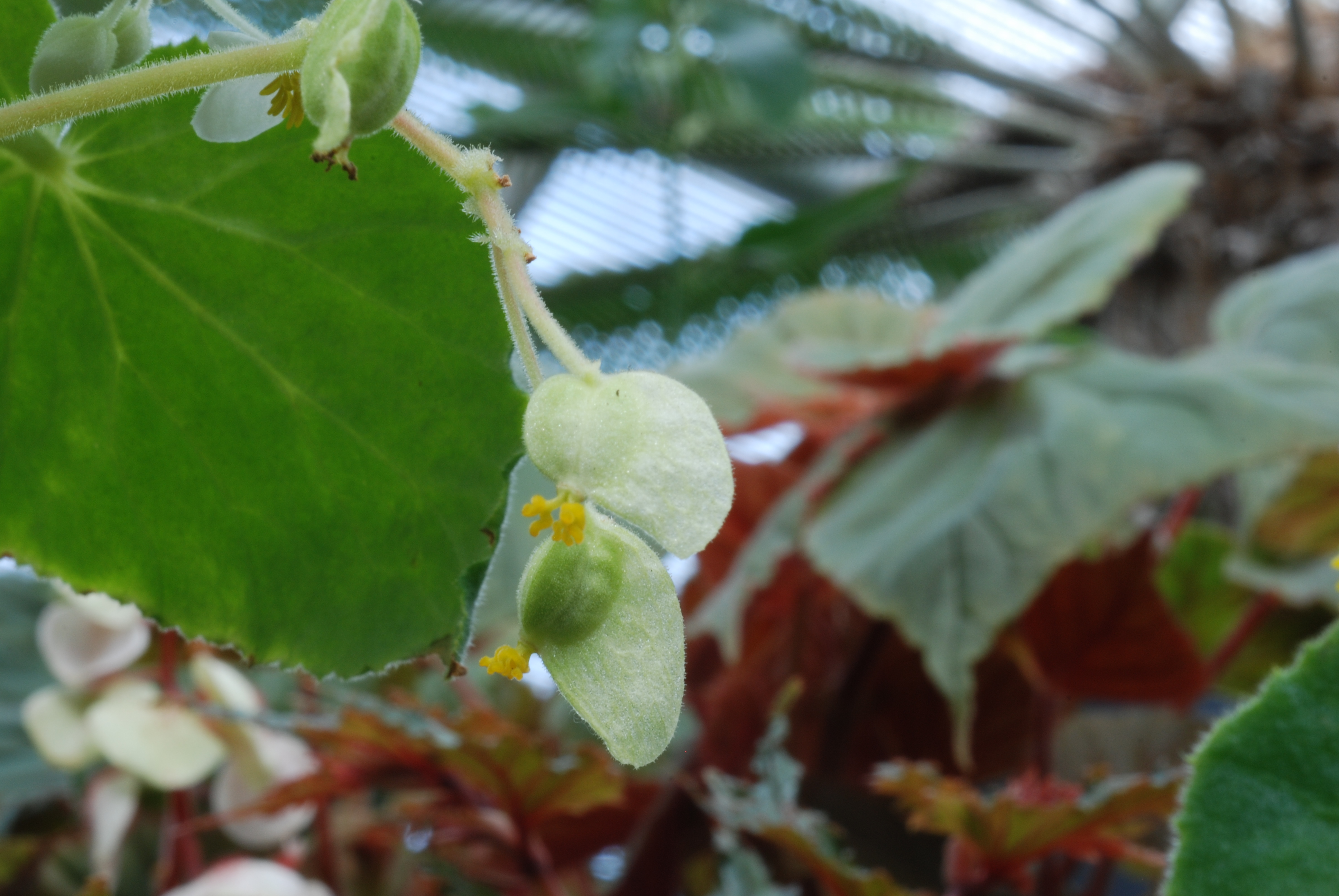
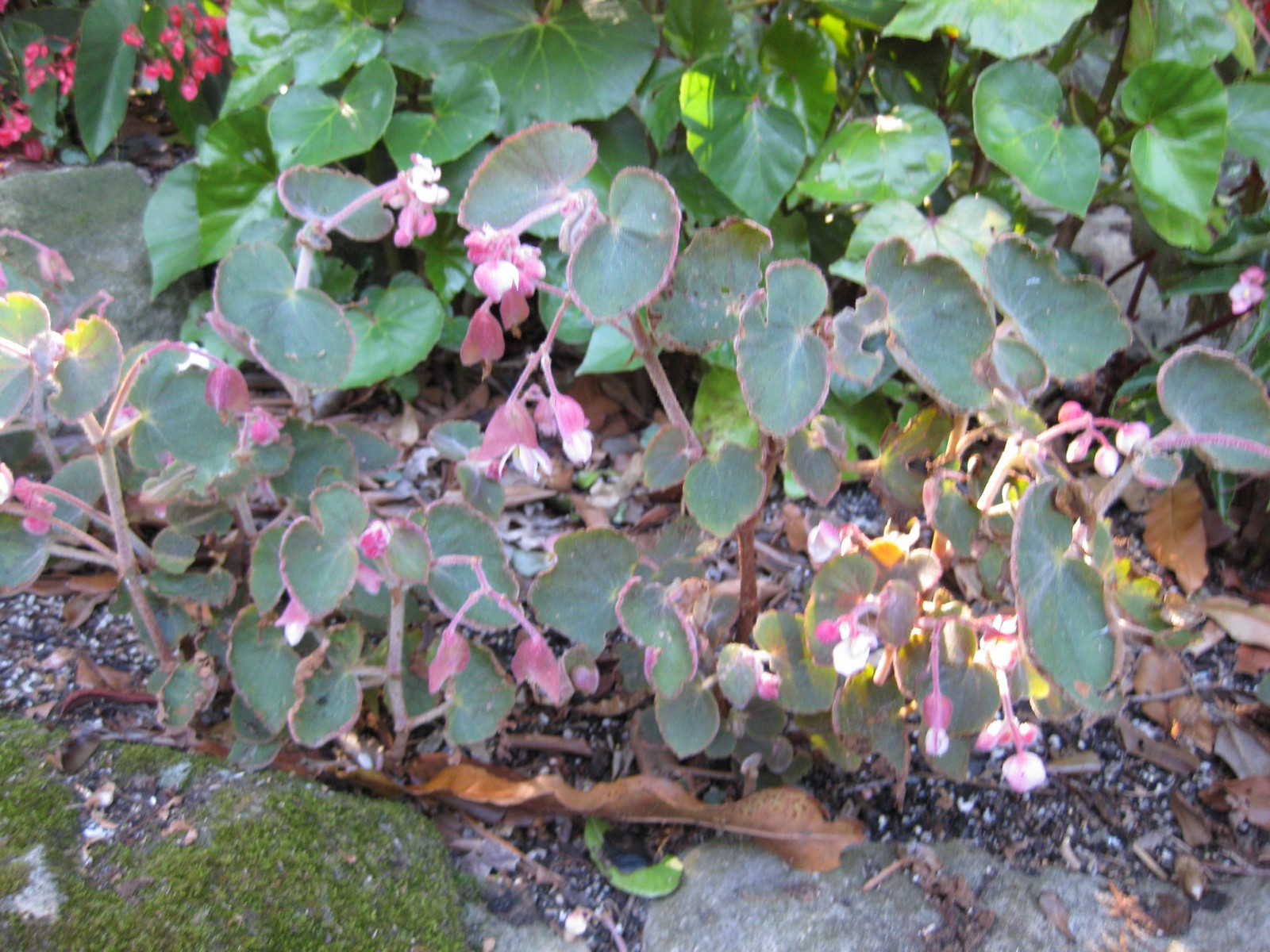
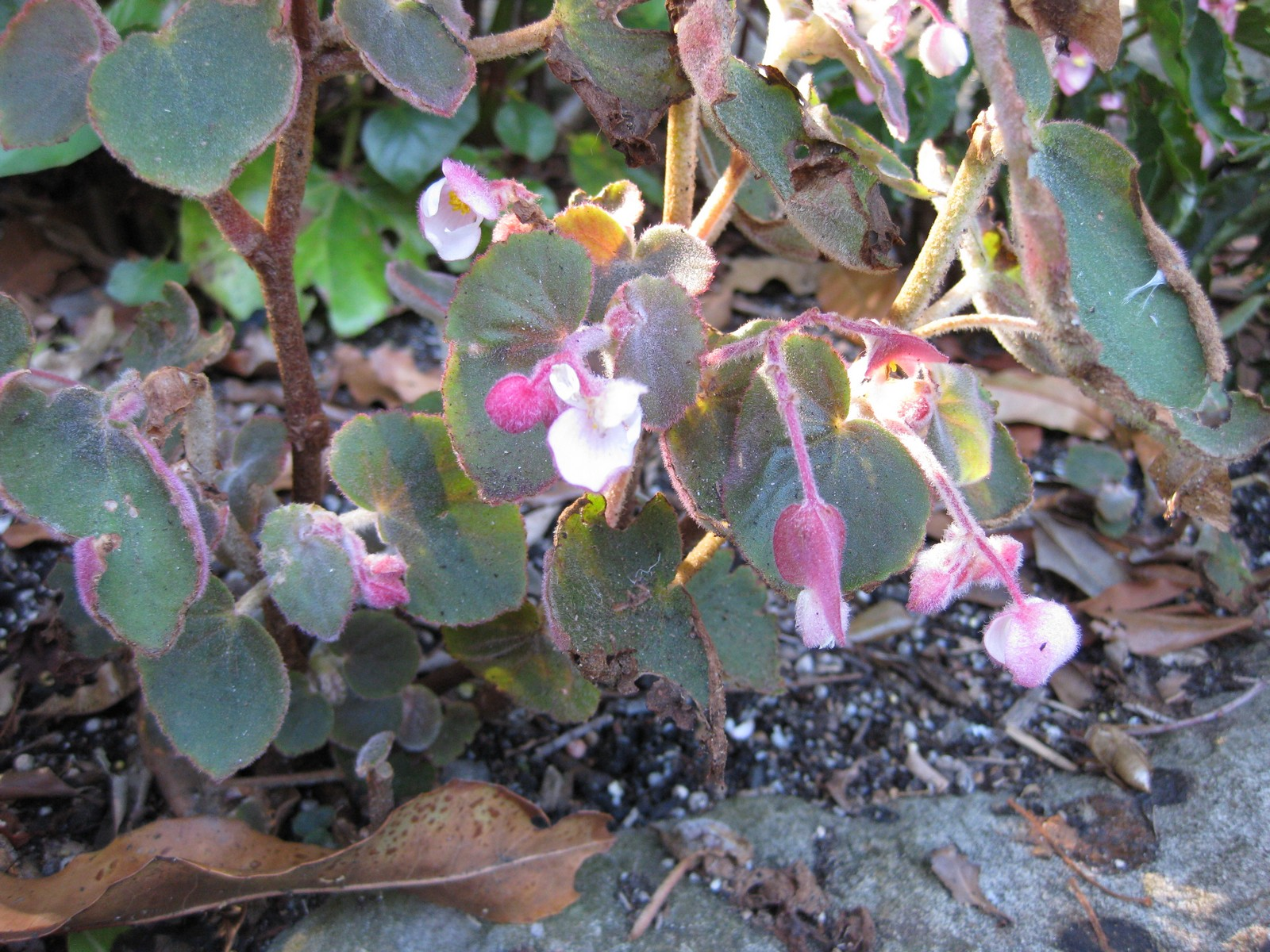